# Le Parrain, 2e partie
Pour les articles homonymes, voir Le Parrain et The Godfather.
Série Le Parrain
Le Parrain
(1972) Le Parrain, 3e partie
(1990)
Pour plus de détails, voir Fiche technique et Distribution.
Le Parrain, 2e partie (The Godfather: Part II),  ou Le Parrain II au Québec, est un film américain réalisé par Francis Ford Coppola, sorti en 1974. Il fait suite au film Le Parrain, sorti deux ans plus tôt, et précède Le Parrain, 3e partie (sorti en 1990).
Michael Corleone succède à son père Vito Corleone à la tête de la famille. Il dirige alors les affaires du clan d'une main implacable, en éliminant ses ennemis les uns après les autres. En tentant en vain de ressembler à son père, il ne fait preuve que d'une autorité dévastatrice qui peu à peu l'éloigne de tous ses proches. La deuxième partie du Parrain présente deux récits parallèles. L'un concerne le chef de la mafia en 1958 et 1959 après les événements du premier film, l'autre est une suite de flashbacks relatant le parcours de son père, Vito Corleone, de sa jeunesse en Sicile à la création de la famille Corleone à New York. Le jeune Vito Corleone est interprété par Robert De Niro.
Le film rencontre comme son prédécesseur un beau succès critique et commercial. Il remporte six Oscars en 1975, lors de la 47e cérémonie des Oscars, dont celui du meilleur film, du meilleur réalisateur pour Francis Ford Coppola et du meilleur second rôle pour Robert De Niro. Le film est ainsi la première suite à remporter l'Oscar du meilleur film.

## Synopsis

### 1901: la fuite de Vito de Sicile
En 1901, dans la ville de Corleone en Sicile, se déroulent les funérailles de Antonio Andolini, père du jeune Vito, 9 ans, qui a été assassiné pour une insulte au seigneur local de la Mafia, Don Ciccio. Pendant la procession, le frère aîné de Vito est assassiné à son tour parce qu’il a juré de se venger du Don. La mère de Vito se rend auprès de Don Ciccio pour implorer sa clémence et jurer d'épargner son plus jeune fils, mais il refuse. La mère pointe alors un couteau sous la gorge de Don Ciccio, en intimant à son fils l'ordre de fuir. Celui-ci s'enfuit en courant et voit une dernière fois sa mère, abattue d'un coup de fusil. Les hommes de Don Ciccio fouillent la ville pour trouver le garçon en menaçant les habitants, mais il parvient à fuir la ville caché dans les bagages d'un ânier. Le jeune Vito finit par se retrouver sur un bateau en partance pour New York. À Ellis Island, un agent de l’immigration confond la ville natale de Vito, Corleone, avec son nom de famille : il est enregistré aux États-Unis sous le nom de « Vito Corleone ».

### 1958: fête et attentat au lac Tahoe
À la fin des années 1950 (dans une scène similaire à l’ouverture du premier volet), Michael Corleone, désormais parrain de la famille Corleone, traite de différentes affaires et des problèmes de la famille dans une fête soignée dans la résidence familiale à Lake Tahoe, Nevada, pour célébrer la première communion de son fils. Il rencontre le sénateur du Nevada, Pat Geary, qui remercie officiellement les époux Corleone pour leur généreux soutien à l'Université de l'État. En privé, le sénateur affiche son mépris pour les « ritals » aux cheveux gominés. Il entend faire « rendre gorge » à la famille qui veut acheter des permis de jeu, exigeant plus de 10 fois le prix légal de la licence et 5 % des gains. En retour, Michael Corleone lui annonce qu'il n'aura rien et devra même payer sur ses propres deniers la licence de jeu des Corleone.
Michael doit traiter aussi avec sa sœur, Connie, divorcée depuis peu, et qui souhaite se remarier très vite. Michael n'est pas d'accord. Il parle avec Johnny Ola, l'homme de main du gangster juif Hyman Roth qui soutient le mouvement de Michael dans l'industrie du jeu. Tardivement, Michael traite avec Frank Pentangeli (dit « Five Angels »), qui a repris le territoire du caporegime Peter Clemenza après sa mort et a, maintenant, des problèmes avec les frères Rosato, qui sont soutenus par Roth. Frank veut les éliminer et exprime ouvertement son désaccord avec Michael qui, lui, souhaite les ménager. Frank Pentangeli trouve honteux que Michael traite d'abord avec Hyman Roth plutôt qu'avec des « frères de sang », membres de la famille. Il part brusquement, après avoir rappelé à Michael que son père « n'avait jamais fait confiance à Hyman Roth ».
La nuit suivante, Michael est à la fenêtre de sa chambre, quand sa femme Kay lui demande pourquoi il ne ferme pas les doubles rideaux. La chambre est alors mitraillée, mais ni Michael ni Kay ne sont touchés. Michael dit à Tom Hagen que le coup a été fomenté avec l'aide de quelqu'un de très proche. Il confie sa famille à Tom Hagen, à qui il confie qu'il le considère comme un frère, le seul être en qui il a une confiance absolue, le temps de s'absenter pour affaires.

### 1917: les débuts de Vito Corleone
En 1917, Vito Corleone, devenu adulte (Robert de Niro), âgé donc de 25 ans, travaille dans un magasin d’alimentation à New York avec son ami Genco Abbandando. Le voisinage est contrôlé par un membre de « La Main Noire », Don Fanucci, qui extorque des paiements aux commerçants du quartier en échange de sa « protection ». Une nuit, le voisin de Vito, Clemenza (Bruno Kirby), lui demande de cacher des armes pour lui. Plus tard, pour rembourser la faveur, il l'emmène dans un appartement luxueux où ils commettent leur premier vol, dérobant ensemble un tapis de valeur.

### 1958: enquête sur l'implication de l'attentat
Retour au récit principal. Michael rencontre Hyman Roth en Floride et lui confie suspecter Frank Pentangeli d'être responsable de la tentative d’assassinat, promettant de se venger. Voyageant à New York, Michael laisse entendre à Pentangeli que Roth le soutient et que lui, Michael, a un projet pour traiter avec Roth. Mais il déclare à Frankie (Frank Pentagelli) que pour ce faire il a besoin de lui pour obtenir la coopération des frères Rosato afin de prendre Roth au dépourvu. Quand Pentangeli retrouve comme convenu dans un bar les Rosato, on lui dit : « Michael Corleone vous envoie le bonjour » alors qu'il est attaqué par derrière. La tentative de meurtre est accidentellement interrompue par un policier. Frankie est laissé pour mort et son garde du corps, Willie Cicci, reçoit une balle avant d'être percuté par une voiture.
Au Nevada, Tom Hagen se rend dans une maison close à la suite d'un appel du frère aîné de Michael, Fredo : le sénateur Geary est impliqué dans la mort d’une prostituée. Tom propose au sénateur de s’occuper du problème afin de ramener « l’amitié » entre le sénateur et la famille Corleone.

### Noël 1958: réunion à Cuba
Pendant ce temps, Michael rencontre Roth à La Havane, Cuba. Le dictateur Fulgencio Batista y sollicite les investisseurs américains, tandis qu'il lutte contre les guérillas communistes qui essaient de renverser son gouvernement. Lors d’une fête d’anniversaire pour Roth, Michael mentionne qu’il y a une possibilité pour que les rebelles gagnent, rendant de fait problématiques les affaires à Cuba. Ce commentaire incite Roth à faire remarquer à Michael, en privé, que ce dernier n’a pas encore déposé les deux millions de dollars scellant leur partenariat.
Fredo arrive à La Havane pour apporter l’argent et, quand Michael mentionne les noms d'Hyman Roth et Johnny Ola, Fredo dit qu’il ne les a jamais rencontrés. Michael confie à son frère que c’est Roth qui a essayé de le tuer et qu’il a l’intention d’essayer à nouveau. Michael assure à Fredo qu’il a déjà pris ses dispositions et que « Hyman Roth ne verra jamais la nouvelle année ».
Au lieu de remettre l’argent à Roth, Michael lui demande qui a donné l’ordre de tuer Frank Pentangeli. Hyman Roth élude la question, parlant plutôt avec colère du meurtre de son vieil ami, Moe Greene, que Michael avait orchestré (dans Le Parrain).

### Nouvel an 1959: trahison et coup d'État
Michael a demandé à Fredo, qui connaît La Havane, d'emmener le sénateur Geary ainsi que les autres officiers et hommes d'affaires importants s'amuser ; Fredo fait alors semblant de ne pas reconnaître Johnny Ola. Peu après, pendant un spectacle de striptease, Michael entend Fredo dire que Johnny Ola lui a recommandé l'endroit, se contredisant donc. Michael se rend compte alors que le traître n'est autre que son propre frère, et envoie son garde du corps "s'occuper" de Roth.
Johnny Ola est étranglé mais Roth, déjà dans un état de santé délicat, a été emmené dans un hôpital, où l'homme de main de Michael se rend pour le tuer. À la fête du nouvel an organisée par Batista, sous les coups de minuit, Michael saisit Fredo solidement par la tête et l'embrasse sur la bouche, puis lui dit : « Je sais que c'est toi, Fredo ; tu m'as brisé le cœur. » Quand survient un assaut des guérilleros communistes. Batista prévu durant la soirée, informe alors ses invités qu'il décide de démissionner et de quitter Cuba. Les invités prennent alors la fuite tandis que la ville de La Havane est mis à sac par la population au cris de "Fidel", mais Fredo ne veut pas partir avec Michael, craignant pour sa vie, bien que Michael lui assure qu'il est toujours son frère et que c'est la seule porte de sortie.
Michael retourne à son siège à Lake Tahoe, où Hagen lui dit que Roth s'est échappé de Cuba après avoir survécu à la tentative de meurtre et est de nouveau à Miami, que le garde du corps de Michael est mort et que Fredo se cache probablement à New York. Hagen informe aussi Michael que Kay a fait une fausse couche pendant qu'il était parti.

### Années 1920: la chute de la Main Noire
Nouveau retour à l'époque de Don Vito. Don Fanucci, de la Main Noire, est maintenant conscient des trafics et du partenariat entre Vito, Clemenza et Sal Tessio et veut sa part. Clemenza et Tessio sont prêts à payer la somme demandée par Fannuci, mais Vito est hésitant et propose à ses amis de négocier un rabais avec Fanucci, et, en effet, Vito convainc Fanucci de prélever seulement 100 dollars au lieu de 600 (200 chacun). Tout de suite après, pendant la fête du voisinage, Vito tue Fanucci. Celui-ci mort, Vito gagne le respect du voisinage et commence à intercéder dans les conflits locaux, agissant depuis son magasin, la Genco Olive Oil Company (du nom de son ami Genco Abbandando).

### 1959: commission contre les Corleone
À Washington, un comité sénatorial, dont le sénateur Geary est membre, dirige une enquête sur la famille Corleone. Les membres du comité questionnent le « soldat » mécontent Willie Cicci mais ils ne peuvent pas impliquer Michael parce que Cicci n’a jamais reçu d’ordres directement de lui. Quand Michael apparaît devant le comité, le sénateur Geary fait un grand spectacle en soutenant les italo-américains et s’excuse alors des procédés du comité. Michael fait une déclaration qui met au défi le comité de produire un seul témoin pour confirmer les charges contre lui. L'audience se termine alors que le président du comité annonce qu'il dispose d'un témoin capable de le faire.
Frank Pentangeli, qui n’est pas mort dans l’assaut des frères Rosato, a conclu un marché avec le FBI, et entend témoigner contre Michael. Tom Hagen et Michael discutent du problème, observant que cette stratégie de Roth pour détruire Michael était bien planifiée. Le frère de Michael, Fredo, est retrouvé et a été convaincu de retourner au Nevada ; lors d'une réunion privée, il explique à Michael sa trahison : jaloux d'avoir été écarté de la direction de la famille en faveur de Michael, il exige le respect et son dû. Il a aidé Roth en pensant qu’il y aurait quelque chose pour lui tout en jurant qu’il ne savait pas que Roth voulait tuer Michael. Il dit aussi à Michael que le chef du comité sénatorial est proche de Roth. Michael dit alors à Fredo : « Tu n’es plus rien maintenant. Pas un frère, pas un ami, rien. » Puis il déclare à Al Neri que rien ne doit arriver à Fredo tant que leur mère est vivante.
À l’audience à laquelle Frank Pentangeli doit témoigner, Michael arrive avec le frère de Pentangeli, dont la seule présence pousse Pentangeli à revenir sur ses déclarations précédentes sur Michael. Quand Pentangeli est questionné, il affirme qu’il a dit aux agents du FBI ce qu’ils voulaient entendre. Sans aucune autre personne pour témoigner à charge contre Michael, le comité ajourne, tandis que Hagen, servant d’avocat à Michael, exige de véritables excuses.
Dans une chambre d'hôtel, Kay annonce à Michael qu'elle veut le quitter et emmener leurs enfants. Michael essaie de l’apaiser, mais perd son sang-froid et la frappe violemment quand elle lui révèle que sa fausse-couche était en fait un avortement.

### Années 1920: retour en Sicile
Pendant qu’il visite la Sicile en famille, Vito est présenté à un Don Ciccio très âgé comme l’importateur de leur huile d’olive en Amérique, venu demander la bénédiction du vieux Don. Quand Ciccio s'étonne de son nom (« Corleone, il a pris le nom de sa ville ! ») et demande à Vito qui était son père, Vito dit « Mon père s'appelait Antonio Andolini, et ça c'est pour vous ! », avant d'éventrer le vieil homme avec un couteau, vengeant ainsi la mort de son père, de sa mère et de son frère.

### 1959: la fin de Fredo
Quand meurt Carmela Corleone, la veuve de Vito et la mère de ses enfants, la famille Corleone entière est réunie. Michael rejette toujours un Fredo pitoyable, qu'il refuse de voir, mais il cède finalement quand Connie lui demande de faire un geste. L’étreinte entre Michael et Fredo signifie aux caporegimes de Michael que le sursis de Fredo tant que leur mère était vivante est maintenant terminé, signifiant son exécution prochaine.
Michael, Tom Hagen et Rocco Lampone discutent de l'évolution de la situation avec Hyman Roth, qui est allé infructueusement chercher asile dans différents pays et a même été refusé en Israël comme juif faisant son aliyah. Michael rejette le conseil pragmatique de Hagen, suggérant que la famille Corleone est suffisamment puissante et qu'il n'est plus nécessaire de tuer les frères Rosato et Roth par vengeance. Plus tard, Hagen rend visite à Frank Pentangeli, détenu sur une base militaire. Hagen suggère à Pentangeli qu’il s'ôte lui-même la vie, à la manière des anciens Romains qui, en retour, obtenaient la promesse que leur famille soit prise en charge après le suicide.
Avec la connivence de Connie, en l'absence de Michael, Kay rend visite à ses enfants en cachette mais, ne pouvant se résoudre à les quitter, s'attarde. Quand Michael arrive enfin, il lui ferme froidement la porte au visage.
Alors qu'il arrive à un aéroport pour être arrêté, Hyman Roth est tué par Rocco Lampone déguisé en journaliste (Lampone est ensuite abattu par un policier). Sur la base militaire, Frank Pentangeli est trouvé mort, suicidé selon la suggestion de Hagen. Finalement, Fredo est assassiné par Al Neri pendant qu’ils pêchent sur le lac Tahoe, alors que Fredo récitait un « Je vous salue Marie » pour attraper un poisson.

### 1941: réunion familiale houleuse et épilogue en 1959
La scène suivante se déroule en 1941, quand Vito Corleone était à la tête de la famille et au faîte de son pouvoir. La famille Corleone prépare une fête d'anniversaire surprise pour Vito. Sonny présente à sa famille Carlo Rizzi, qui rencontre pour la première fois Connie, qu'il épousera par la suite (et qui provoquera l'assassinat de Sonny en le trahissant). Ils parlent de l'assaut récent sur Pearl Harbor par les Japonais et Michael choque tout le monde en annonçant qu'il vient juste de s’enrôler dans les Marines. Sonny ridiculise le choix de Michael, tandis que Tom Hagen évoque les grandes espérances que son père a pour Michael. Fredo est alors le seul qui soutient la décision de son frère. Sal Tessio arrive avec le gâteau pour la fête et, quand Vito arrive, tous, sauf Michael, accourent pour le saluer. Michael reste seul à table, sa solitude faisant écho à celle qui sera la sienne des années plus tard dans sa maison du Nevada.
Finalement, Michael est assis dans le parc du lac Tahoe, dans un silence contemplatif et douloureux.

## Fiche technique
- Titre original : The Godfather: Part II
- Titre français : Le Parrain, 2e partie
- Titre québécois : Le Parrain II
- Réalisation : Francis Ford Coppola
- Scénario : Francis Ford Coppola et Mario Puzo
- Musique : Nino Rota (additionnelle : Carmine Coppola)
- Direction artistique : Dean Tavoularis
- Costumes : Theadora Van Runkle
- Maquillage : Dick Smith et Charles Schram
- Photographie : Gordon Willis
- Son : Walter Murch
- Montage : Peter Zinner, Barry Malkin et Richard Marks
- Production : Francis Ford Coppola, Gray Frederickson, Fred Roos et Mona Skager
- Sociétés de production : Paramount et The Coppola Company
- Budget : 13 000 000 USD[1]
- Pays de production :  États-Unis
- Langues originales : anglais, sicilien, italien, espagnol, latin et allemand
- Format : couleur - (Technicolor) - 1,85:1 - son mono - 35 mm
- Genre : gangsters, drame
- Durée : 202 minutes
- Dates de sortie :
  - États-Unis :
    - 12 décembre 1974, avant-première à New York
    - 18 décembre 1974, avant-première à Los Angeles
    - 20 décembre 1974 sur le reste du territoire

  - France : 27 août 1975
- Classification :
- États-Unis : R - Restricted
- France : initialement interdit aux moins de 13 ans[b], puis tous publics en 1990[2]

## Distribution
Légende : doublage de 1975 / redoublage de 2008
- Al Pacino (VF : Bernard Murat / Alexis Victor) : Michael Corleone
- Robert Duvall (VF : François Chaumette / Guy Chapellier) : Tom Hagen
- Diane Keaton (VF : Évelyne Séléna / Rafaèle Moutier) : Kay Adams-Corleone
- Robert De Niro (VF : Marc Perez) : Vito Corleone jeune
- John Cazale (VF : Francis Lax / Arnaud Arbessier) : Fredo Corleone
- Talia Shire (VF : Colette Bergé / Anne Rondeleux) : Connie Corleone
- Lee Strasberg (VF : Georges Riquier / Pierre Baton) : Hyman Roth (inspiré de Meyer Lansky, gangster juif-américain[3])
- Michael V. Gazzo (VF : Jacques Dynam / Yves Barsacq) : Frankie Pentangeli
- G. D. Spradlin (VF : René Arrieu / Philippe Catoire) : le sénateur Pat Geary
- Richard Bright (VF : Sady Rebbot / Xavier Fagnon) : Al Neri
- Gastone Moschin : Don Fanucci
- Tom Rosqui (en) (VF : Cyrille Monge) : Rocco Lampone
- Bruno Kirby : Clemenza jeune
- Frank Sivero : Genco Abbandando
- Francesca De Sapio : Carmela Corleone, jeune
- Morgana King : Carmela Corleone
- Marianna Hill : Deanna Corleone
- Leopoldo Trieste : Signor Roberto
- Dominic Chianese (VF : Georges Atlas / Pierre Dourlens) : Johnny Ola
- Amerigo Tot : Garde du corps de Michael
- Troy Donahue (VF : Jean Berger / Constantin Pappas) : Merle Johnson
- John Aprea : Tessio jeune
- Joe Spinell (VF : Jacques Ferrière / David Krüger) : Willi Cicci
- James Caan (VF : Bernard Tiphaine / Axel Kiener) : Sonny Corleone
- Abe Vigoda (VF : Paul Borne) : Tessio
- Tere Livrano : Theresa Hagen
- Gianni Russo (VF : Maurice Decoster) : Carlo Rizzi
- Maria Carta : la mère de Vito
- Oreste Baldini : Vito Andolini, enfant
- Giuseppe Sillato : Don Francesco Ciccio
- Mario Cotone : Don Tommasino
- James Gounaris : Anthony Corleone
- Fay Spain : Marcia Roth
- Harry Dean Stanton : l'homme du FBI
- David Baker : l'homme du FBI
- Carmine Caridi (VF : Henry Djanik / Jean-François Aupied) : Carmine Rosato
- Danny Aiello : Tony Rosato
- William Bowers (VF : Henri Virlojeux / Mostefa Stiti) : le président du comité au Sénat
- Carmen Argenziano : Gaetano De Luna, homme de main de Michael
- Ezio Flagello : l'imprésario
- Peter Donat (VF : Michel Gatineau) : Questadt
- Tom Dahlgren : Fred Corngold
- Roger Corman : sénateur Weekler
- Yvonne Coll : Yolanda
- Erica Yohn : gouvernante

Source des différents doublages : [réf. nécessaire]

## Production

### Genèse et développement
Avant même la fin du tournage du premier film, l'idée d'une suite est évoquée. Francis Ford Coppola blaguera à cette époque que la seule suite qu'il pourrait faire est Abbott and Costello Meet The Godfather (« Abbott et Costello rencontrent Le Parrain » en français)[réf. à confirmer]. Quand le projet de suite se concrétise, Francis Ford Coppola souhaite confier la réalisation de cette suite à un autre réalisateur. Martin Scorsese sera envisagé mais les producteurs refusent. Francis Ford Coppola se laissera finalement convaincre, à condition d'avoir une totale liberté et que Robert Evans n'en soit pas le producteur[réf. à confirmer].
Comme le premier film, Le Parrain, 2e partie est adapté du roman de Mario Puzo publié en 1969. Cependant, seule la partie sur la jeunesse de Vito Corleone en Sicile s'inspire réellement du roman. Tout le reste de l'intrigue a été écrit spécialement pour le film[réf. à confirmer].
Peu avant le début du tournage, Al Pacino — par l'intermédiaire de son avocat — demandera des changements de script. Francis Ford Coppola passera une nuit entière à réécrire le script, finalement approuvé par l'acteur[réf. à confirmer].

### Attribution des rôles
Robert De Niro, qui avait auditionné sans succès pour divers rôles du premier film (celui de Santino Corleone entre autres), est engagé pour incarner Vito Corleone jeune. L'acteur part vivre en Sicile pendant trois mois pour préparer le rôle et développer son personnage[réf. à confirmer].
Francis Ford Coppola souhaite initialement que le réalisateur Elia Kazan incarne Hyman Roth, mais il refuse. Peter Sellers sera un temps envisagé pour le rôle[réf. à confirmer].
Sofia Coppola apparait comme figurante sur le bateau des émigrés italiens à Ellis Island. Roman Coppola joue quant à lui Sonny Corleone enfant.
Marlon Brando devait apparaître à la fin du film, lors d'une scène flashback dans laquelle ses enfants, assis à table, l'attendent pour fêter son anniversaire. Cependant, aucun accord n'a pu être signé entre les producteurs et l'acteur, qui avait eu de mauvais rapports avec le studio pour le premier film. James Caan a quant à lui accepté d'apparaître dans la scène mais avec comme condition d'avoir le même salaire que pour le premier film[réf. à confirmer].

### Tournage
Le tournage a lieu du 1er octobre 1973 au 19 juin 1974. Il se déroule aux États-Unis, notamment en Californie (Homewood près du lac Tahoe, Los Angeles), à New York (East Village, Greenwich Village, etc.) en Floride (North Miami et Miami), à Washington, DC et à Las Vegas. Des scènes sont par ailleurs tournées en Italie (Trieste, Acireale) — notamment en Sicile (Forza d'Agrò, Regalbuto) — ainsi qu'en République dominicaine (notamment Saint-Domingue).
Le tournage est marqué par de nombreux désaccords entre le réalisateur et Al Pacino, qui demande de nombreux changements de script et menacera plusieurs fois de quitter le film. Par ailleurs, l'acteur a contracté une pneumonie lors du tournage à Saint-Domingue[réf. à confirmer].

### Montage
Le premier montage du film excédant les six heures de projection, plusieurs séquences ont été élaguées voire supprimées dans sa version définitive, notamment celles montrant l'agression de Don Fanucci par des voyous dans une arrière-cour, l'un d'eux parvenant même à lui trancher la gorge sans le tuer (d'où la cicatrice inexpliquée entrevue dans certains plans ultérieurs). Cette scène manquante a toutefois resurgi parmi tant d'autres dans la version en mini-série télévisée des deux premiers films de la trilogie, diffusée en 1977.
La scène de l'assassinat de Don Ciccio par Vito Corleone a connu une première version : à l'origine, Vito s'introduisait dans la chambre du Don pendant que celui-ci dormait. Il le réveillait puis lui tranchait la gorge.

## Bande originale
Bandes originales de Le Parrain
Le Parrain
(1972) Le Parrain, 3e partie
(1990)
La musique du film est composée par Carmine Coppola et Nino Rota. 
Liste des titres
1. "Main Title/The Immigrant" - 3:27
2. "A New Carpet" - 2:00
3. "Kay" - 3:00
4. "Ev'ry Time I Look In Your Eyes/After the Party" - 2:35
5. "Vito and Abbandando" - 2:38
6. "Senza Mamma/Ciuri-Ciuri/Napule Ve Salute" - 2:36
7. "The Godfathers At Home" - 2:35
8. "Remember Vito Andolini" - 2:52
9. "Michael Comes Home" - 2:19
10. "Marcia Stilo Italiano" - 2:02
11. "Ninna Nanna A Michele" - 2:22
12. "The Brothers Mourn" - 3:21
13. "The Murder Of Don Fanucci" - 2:50
14. "End Title" - 3:51

The Murder Of Don Fanucci a été échantillonné pour la chanson Black Republican sur l'album Hip Hop Is Dead du rappeur américain Nas.

## Sortie

### Critiques
Sur le site agrégateur de critiques Rotten Tomatoes, le taux d’approbation est de 96 % selon 126 critiques, avec une note moyenne de 9,80⁄10. Le consensus est formulé comme suit : « S'appuyant sur les solides performances d'Al Pacino et de Robert De Niro, la suite de l'adaptation par Francis Ford Coppola de la saga sur la Mafia de Mario Puzo a établi de nouveaux standards pour les suites au cinéma qui n'ont toujours pas été égalés ou dépassés ». Sur Metacritic, il obtient une note moyenne de 90⁄100 pour 18 critiques.
Le célèbre critique américain Roger Ebert écrit une critique mitigée à la sortie du film mais l'inclura plus tard dans sa liste des meilleurs films. En 1998, l'American Film Institute l'intègre à son AFI's 100 Years...100 Movies, puis 3e au top 10 des films de gangsters en 2008. Le film est par ailleurs présent dans le livre 1001 films à voir avant de mourir[réf. à confirmer].

### Censure
Le film est censuré par la dictature uruguayenne en raison des scènes se déroulant à Cuba où l'on voit des gens crier « Vive Fidel ! » et « Vive la Révolution ! ».

### Box-office
Le Parrain, 2e partie sort en décembre 1974 aux États-Unis et remporte un succès commercial. Il récolte 47 542 841 $ durant son exploitation en salles sur le sol américain (26 560 000 entrées), pour un budget de production estimé à 13 millions de dollars. Toutefois, il ne surpasse pas les recettes du premier film, qui avait réussi à cumuler 133 698 921 $ lors de sa sortie initiale en 1972 pour un budget de 6 millions de dollars.
À l'international, le film engrange 45 300 000 $, portant le total à 92 842 841 $ de recettes mondiales.
En France, le film sort en 1975 et attire 1 120 577 spectateurs en salles, sans toutefois rééditer l'exploit du premier volet de la saga (4 016 877 entrées). Il ne s'agit que du 32e meilleur nombre d'entrées au box-office français de 1975. En Allemagne, le succès pour ce deuxième volet est également moindre que pour celui du premier avec 1 500 000 entrées compatbilisées.
| Pays ou région    | Box-office        | Date d'arrêt du box-office | Nombre de semaines |
| ----------------- | ----------------- | -------------------------- | ------------------ |
| États-Unis Canada | 47 542 841 $      | -                          | -                  |
| France            | 1 120 577 entrées | -                          | -                  |
| Total mondial     | 92 842 841 $      | -                          | -                  |

## Distinctions

### Récompenses
- 47e cérémonie des Oscars : 
  - Oscar du meilleur film pour Francis Ford Coppola
  - Oscar du meilleur réalisateur pour Francis Ford Coppola
  - Oscar du meilleur scénario adapté pour Francis Ford Coppola et Mario Puzo
  - Oscar du meilleur acteur dans un second rôle pour Robert De Niro
  - Oscar de la meilleure musique de film pour Nino Rota et Carmine Coppola
  - Oscar de la meilleure direction artistique pour Dean Tavoularis
- National Society of Film Critics Awards 1975 :
  - Meilleur réalisateur pour Francis Ford Coppola
  - Meilleure photographie
- Writers Guild of America Awards 1975 :
  - Meilleur scénario dramatique adapté
- Directors Guild of America Awards 1975 :
  - Meilleure réalisation pour un film pour Francis Ford Coppola
- British Academy Film Awards 1976 :
  - Meilleur acteur pour Al Pacino
- Satellite Awards 2008 :
  - Meilleur DVD classique

### Nominations
- Golden Globes 1975 :
  - Meilleur film dramatique
  - Meilleur réalisateur pour Francis Ford Coppola
  - Meilleur acteur dans un film dramatique pour Al Pacino
  - Meilleur acteur dans un second rôle pour Lee Strasberg
  - Meilleur scénario
  - Meilleure musique de film
- 47e cérémonie des Oscars :
  - Oscar du meilleur acteur pour Al Pacino
  - Oscar du meilleur acteur dans un second rôle pour Lee Strasberg ainsi que Michael V. Gazzo
  - Oscar de la meilleure actrice dans un second rôle pour Talia Shire
  - Oscar des meilleurs costumes pour Theadora Van Runkle
- British Academy Film Awards 1976 :
  - Meilleur nouveau venu dans un rôle principal pour Robert De Niro
  - Meilleur montage
  - Meilleure musique de film
- Satellite Award 2008 :
  - Meilleur Blu-Ray

### Première suite numérotée
Si Fall of a Nation de Thomas F. Dixon Jr., sorti en 1916, est le premier film considéré comme la suite d'un autre (en l'occurrence Naissance d'une nation), Le Parrain, 2e partie est le premier à afficher plus clairement encore sa filiation avec un film précédent en numérotant son titre, usage qui fera florès.